# Ibrahim ibn al-Mahdî
Ibrahim ibn al-Mahdi, (779-839) était un prince abbasside, chanteur, compositeur, musicien, gastronome épris de cuisine, poète. Il était le fils du troisième calife abbasside, al-Mahdi (744-785) et le demi-frère de la poétesse et musicienne Ulayya. Il a probablement été le premier à codifier les recettes de l'apogée gastronomique abbasside, sous la forme d'un Kitab al-Ṭabīḫ (livre de cuisine) texte aujourd'hui disparu.

## Biographie
أبو إسحاق إبراهيم بن المهدي بن أبي جعفر المنصور بن محمد بن علي بن عبد الله بن العباس بن عبد المطلب الهاشمي، (Abu Ishaq Ibrahim ibn Al-Mahdī ibn Abd Jaafar Al-Manṣūr ibn Muhammad ibn Ali ibn Abdullah ibn al-ʻAbbāsī ibn Abdul Muttalib Al-Hashimi) ou إبراهيم بن المهدي Ibrāhīm Ibn al-Mahdî, souvent Abû Ishâq Ibrāhīm Ibn al-Mahdî est né au palais de la Rusāfa de Bagdad vers le premier de Zû 'l-Kaada 162H juillet 779,. Sa mère شكلة (Shakla ou Shikla) était une esclave noire (Ibn al Nahdīm rapporte qu'il avait la peau noire et un corps puissant d'où son petit nom d'al Tinnīn le dragon), son père Muhammad al-Mahdî ibn `Abd Allah al-Mansûr (al-Mahdi)  troisième calife abbasside (775-785). Il était le demi frère d'Al-Hâdî quatrième calife (764-786) et de Hâroun ar-Rachîd cinquième calife (765-809).
Il est décrit comme érudit, habile versificateur, généreux, élégant et amical et sans ambition politique. Pendant l'absence de Hâroun ar-Rachîd calife régnant, alors au Khorasan, il fut proclamé calife à Bagdad pendant presque deux ans (817-819). Il fut gracié par son demi-frère après son retour. Il mourut à Sāmarrā, le vendredi 7 Ramadân 224 juillet 839.

## Un prince de l'apogée abbasside

### Le musicien

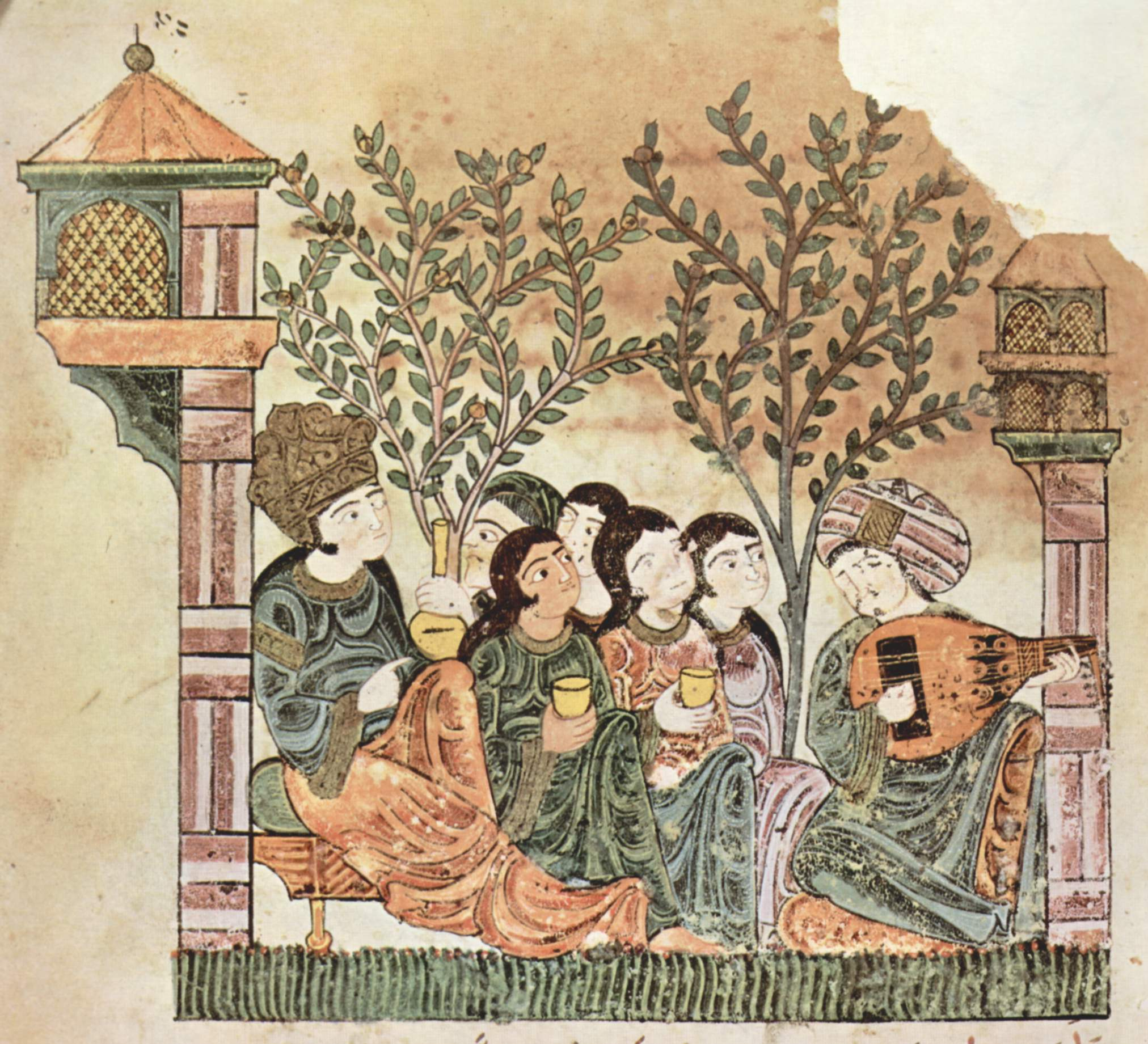
Chant de luth dans un jardin accompagné d'une collation.

Le palais de son père Qasr al-Mahdi était rempli de musiciens. Il avait six ans à sa mort, sa mère qui était musicienne elle aussi lui a donné une culture musicale. Il est réputé être chanteur à la voix mélodieuse, douce, forte, il était un instrumentiste habile, souvent appelé le Prince musicien. Henry George Farmer (A History Of Arabian Music, 1929) dit qu'il était « le musicien le plus accompli de son temps », alors que pour Hilary Kilpatrick, il est surpassé par sa demi-sœur Ulayya bint al-Mahdi. Il aurait écrit un traité de musique et participait aux rencontres musico-poétiques de la cour abbasside. Il semble avoir été innovateur et réputé moderniste, il a codifié le système musical traditionnel.

### Le gastronome cuisinier
Il est un maitre souvent cité de la gastronomie ancienne à qui il donne une dimension spirituelle. Il eut pour concubine, inspiratrice et cuisinière, Bad'a, blonde, née d'une mère non musulmane, « infiniment habile dans les hors-d'œuvre froids et les pâtisseries » au dire de Yūsuf ibn Ibrāhīm son secrétaire et dont la réputation lui était parvenue. C'est avec elle et pour elle qui il a écrit un livre de cuisine en langue arabe Kitab al-tabih, recueil de procédures, dosages, et tours de main, manières et hygiène de table. Son livre a circulé dans tout le monde musulman, ses recettes et poèmes sont cités par Ibn Sayyar al-Warraq.

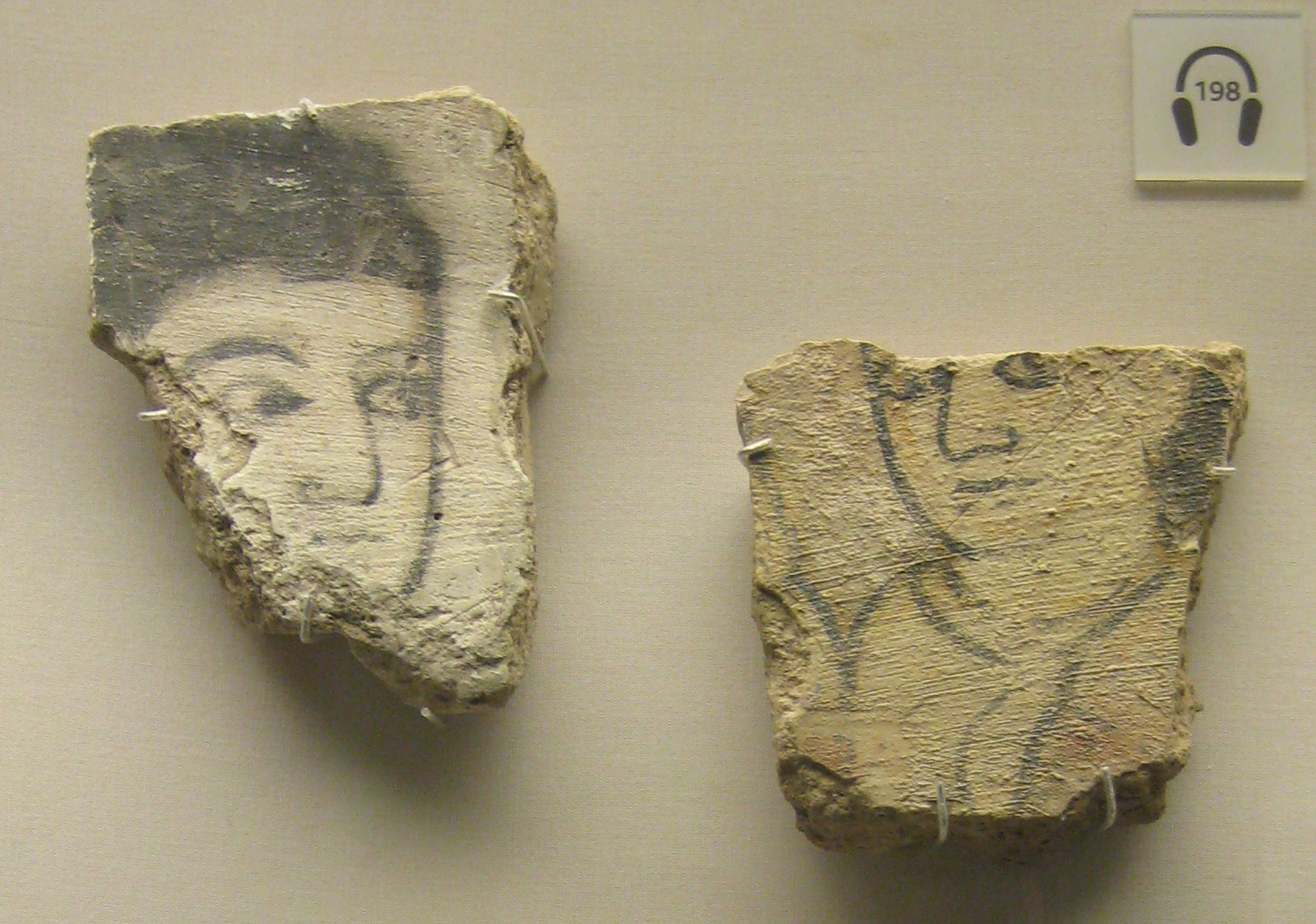
Fragments de fresque IXe siècle (British Museum).

Lilia Zaouali (2010) — qui prétend que « la cuisine sensuelle d'Ibrahim ibn al-Mahdi est inconcevable sans une inspiration amoureuse » — lui consacre un développement Le prince gastronome et sa muse. Elle raconte (d'après Ibn Yūsuf) leur rencontre, il lui demande de cuisiner un Sikbâj qu'il avait mangé et apprécié chez son frère Hâroun ar-Rachîd. Elle fit acheter une profusion d'épices, de viandes (un mouton, un agneau, cinq poulets, des grives, des saucisses, des andouillettes) « un mithqâl d'ambre et deux de bois d'aloès indien pour fumer les viandes », fumer la tayfûra dans laquelle elle versa le musc. Non seulement le « parfum étourdissant » du Sikbâj émerveille le Prince, mais encore la perfection esthétique du plat aussi beau « qu'un jardin fleuri » (il compose ensuite un poème pour elle et lui offre un collier de dix mille dirhams).
Ils créent ensemble une aruzziyya (riz au lait à la cannelle et au galanga qu'on accompagne de bœuf fumé frit à la graisse de queue de mouton), de nombreux Sikbâj sophistiqués sucre-acide qui se retrouvent dans les livres de nombreux successeurs,. Parmi eux l'Anonyme andalou (Cordoue fin XIIIe siècle) donne quatorze recettes dans son chapitre Livre de cuisine de Ibrāhīm Ibn al Mahdiyy.

#### Recette deMaġmūmpar ʼIbn al-Mahdiyy
La recette de Maġmūm est donnée par l'Anonyme andalou (JML 56) : « couper une poularde, la met dans une marmite avec un dirham de la coriandre en fruit, un demi dirham de poivre noir, idem de la cannelle de Ceylan, un quart de dirham de gingembre, de galanga, du nard indien et de girofle, trois onces de vinaigre, deux onces de jus d’oignon, une once de jus de coriandre verte, idem de garum macéré, et quatre onces d’huile d’olive douce. Mélanger et aromatiser avec un peu d’eau de rose. Couvrir d’une galette de pain bien fermer la marmite. La mettre à four doux et laisser cuire, sortir et laisser un peu refroidir. Dresser sur un plat propre et présenter, c’est merveilleux. »

#### Recette d'un bon plat
Recette du Livre de cuisine de Ibrāhīm Ibn al Mahdiyy donnée par l'Anonyme andalou (JML 300) : « Débiter, laver de la viande d’agneau et la mettre dans une marmite propre avec de la graine de coriandre, du carvi, du fenouil et des feuilles de cédratier; cinq têtes d’oignons salés et séchés, cinq têtes d’ail pelé, deux cuillères d’huile d’olive et trois cuillères de vin aromatique, de l’eau et du sel et des pois chiches? Cuire à feu doux. Ecraser les oignons et l’ail jusqu’à ce qu’ils aient la consistance d'une pommade, lier d'un peu de farine et de quatre ou cinq œufs ; terminer de cumin et de poivre noir pilés.et du murri macéré. Laisser refroidir un peu. Servir à la cuillère saupoudré d’épices, et décoré de jaunes d’œufs. »

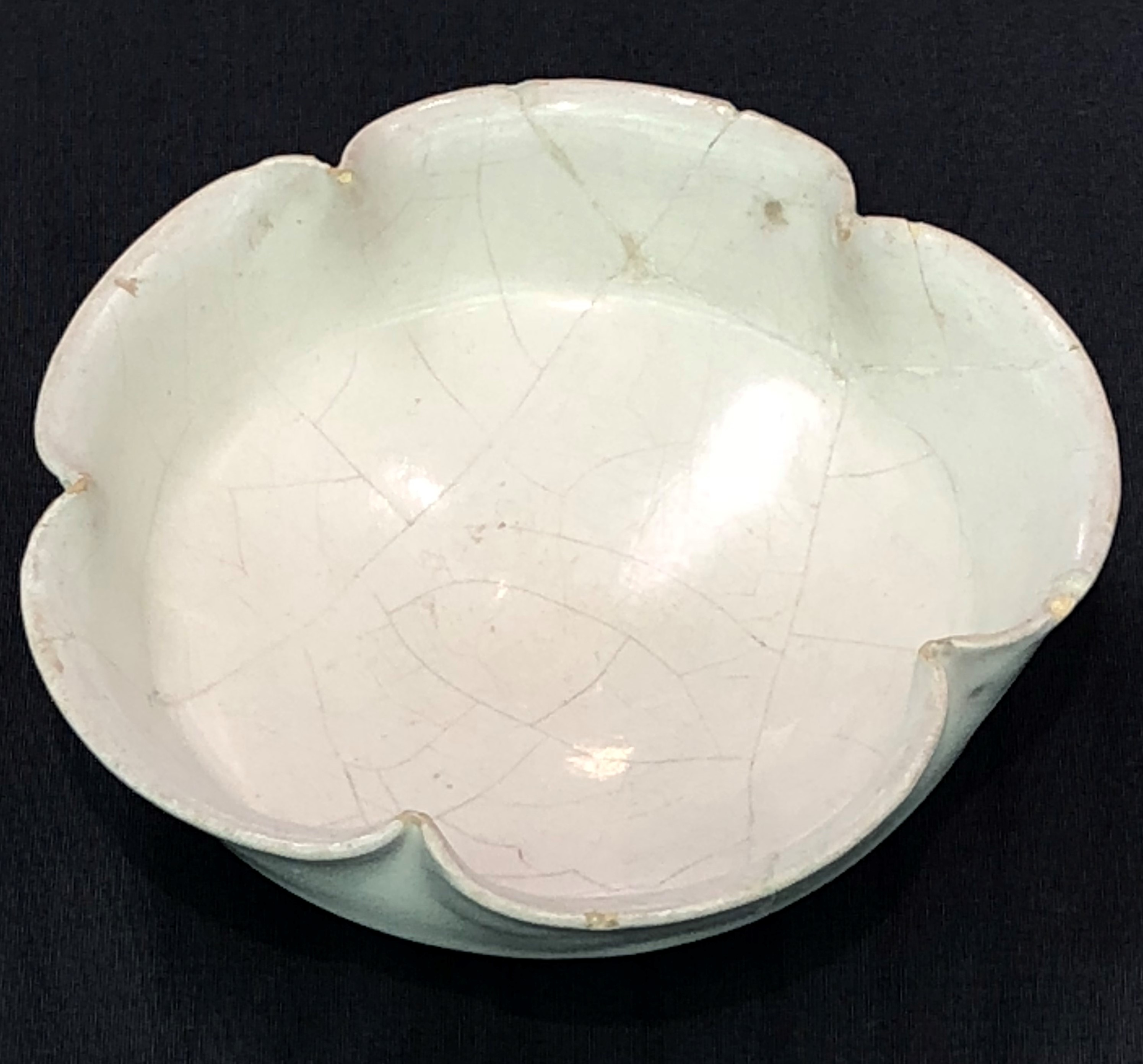
Plat abbaside contemporain d'Ibrāhīm Ibn al-Mahdî (Singapore).

#### 'Ibrahimiyya
Cette recette porte le nom d'Ibrahim ibn al-Mahdi, elle a été transformée, adaptée, de sorte qu'on ne sait quelle était l'originale. Shirley Guthriela décrit comme une recette d'agneau. Nawal Nasrallah (2007) donne une Ibrahimiyya qui est une zīrbāja blanche (sans safran, contrairement à ce qu'on trouve parfois) : poulet cuit au pot avec un peu d'eau, d'oignon de huile d'olive. Quand le poulet cuit ajouter du vinaigre blanc, du sucre blanc, des amandes pelées, de l'eau de rose et dans un nouet (dans un tissu pour le pas colorer le plat) poivre, cassia et gingembre.

### Les Mille et une nuits
Ibrahim ibn al Mahdi apparait dans les Mille et une nuits.

### Auteurs et livres de cuisine du Moyen Âge arabe
Les sources citent une quarantaine de livres de cuisine arabe médiévale. Seuls nous sont parvenus (entre parenthèses le n° d'ordre chez Daniel L. Newman (2020) suivi du nombre de recettes) :
- IXe siècle, Bagdad, Kitab al-Tabikh de Ibrahim ibn al-Mahdî
- Xe siècle, Bagdad, Kitab al-Tabikh de Ibn Sayyar al-Warraq (1 - 615),
- XIIIe siècle, Bagdad, Kitab al-Tabikh de Muhammad bin Hasan al-Baghdadi (2 - 161),
- XIIIe siècle, Le Caire, Kitab al Waslat, traditionnellement attribué à Ibn al-Adim (3- 635),
- XIIIe siècle, Al-Andalus, Kitab al-Tabikh Anonyme Andalou, livre et auteur (4 - 528 chez J-M Laurent)
- XIIIe siècle, Al-Andalus, Fudalat al-Khiwan de Ibn Razin al-Tuyibi (5 - 468)
- XIVe siècle, Le Caire, Kanz al-fawāʾid, auteur inconnu (6 - 780)
- XVe siècle, Damas, Kitâb al-tibâkha, attribué à Ibn al-Mabrad ou Mubarrad (9 - 44)
- XVe siècle, Le Caire, Kitāb Zahr al-ḥadīqa fī l-aṭʿima al-anīqa, Ibn Mubārak Shāh (10 - 330)